# Tipula (Pterelachisus) tundrensis
Tipula (Pterelachisus) tundrensis is een tweevleugelige uit de familie langpootmuggen (Tipulidae). De soort komt voor in het Palearctisch gebied.